# إلمر درو ميريل
إلمر درو ميريل (1876-1956) (بالإنجليزية: Elmer Drew Merrill)‏ هو عالم نبات أمريكي.

## من النباتات التي وصفها
- أراليا شوكية الأوراق
- أملج أذيني
- أناناس
- إكسورة قلبية
- برنديسية سوينغلية
- بشملة مفلطحة الأوراق
- بوتلوة زاحفة
- دفنة إبطية
- سيسبان سيسباني
- شارب القط السفوي
- شزندرة طويلة الساق
- صفيراء طويلة الساق
- غاردينيا شاحبة
- غلاديشية برية
- فاغرة متكاملة الأوراق
- قرانيا أوروبية
- قنطيون إهليلجي
- قنطيون برتقالي
- كدسورة بيضاوية الأوراق
- كملول أمبوني
- كوديم ثلاثي الكأسية
- كوديم حامل القنابات
- كوديم زغبي
- كوديم عظيم الأزهار
- كوديم لوزوني
- كوديم متقارب
- كوديم هدبي
- لوبياء بحرية
- ليا أحادية الورقة
- ليا بابويانية
- ليا هندية
- ليسوم قليل الأزهار
- مدهوكة إهابية
- ميقونة ثنائية الألوان
- ميقونة سامارية
- نملاوية براسية